# Problème du postier chinois

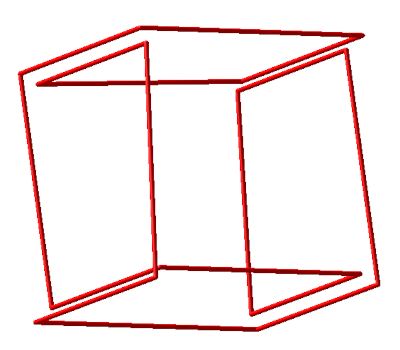
Le graphe des arêtes du cube n'est pas eulérien (sommets de degré 3), mais peut l'être rendu en dédoublant quatre de ses douze arêtes, ce qui ajoute un degré à chaque sommet et fournit un parcours de postier.

En théorie des graphes et en algorithmique, le problème du postier chinois, ou problème du postier (en anglais route inspection problem) consiste à trouver un plus court chemin dans un graphe connexe non orienté qui passe au moins une fois par chaque arête et revient à son point de départ.
Le nom du problème vient du fait qu'il a été étudié par le mathématicien chinois Meigu Guan en 1962, et qu'il modélise la tournée d'un facteur devant effectuer le plus efficacement possible sa tournée en passant au moins une fois par chaque rue de son secteur.

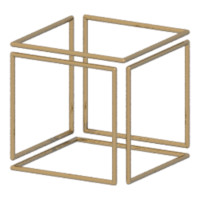
Ce support de table figure un parcours de postier non minimal (6 arêtes dédoublées).

Le problème peut être réduit à la recherche d'un couplage maximal de poids minimum, et ainsi être résolu en temps polynomial dans le cas général.

## Méthode de résolution

### Relation avec les cycles eulériens
Le meilleur résultat qu'on puisse espérer est de trouver un chemin passant exactement une fois par chaque arête, c'est-à-dire un cycle eulérien. Un tel chemin existe si et seulement si chaque sommet du graphe est de degré pair.
Dans le cas contraire, un chemin optimal passe au moins deux fois par une arête. Il est plus simple de considérer l'approche alternative du problème : plutôt que de permettre d'emprunter plusieurs fois la même arête, on duplique les arêtes du graphe par lesquelles on souhaite passer plusieurs fois. Le but est alors de compléter le graphe pour le rendre eulérien, en minimisant la longueur totale des arêtes ajoutées. On obtient une solution du problème initial en cherchant un circuit eulérien dans le graphe complété. On rappelle pour la suite que dans toute composante connexe d'un graphe, la somme des degrés des sommets est le double du nombre d'arêtes, donc est paire.

### Cas particulier
Pour comprendre la solution générale, il est utile de commencer par le cas où exactement deux sommets u et v sont de degré impair. La solution optimale consiste alors à calculer un plus court chemin de u à v (par exemple en utilisant l'algorithme de Dijkstra), et à compléter le graphe avec les arêtes de ce chemin.
Démonstration : après avoir ajouté les arêtes du plus court chemin, chaque sommet est bien de degré pair, donc le graphe est eulérien et la solution est valide. De plus, dans le graphe des arêtes ajoutées pour n'importe quelle solution valide, seuls u et v sont de degré impair. Ils ne peuvent pas être dans des composantes connexes différentes, sinon les sommes des degrés de ces composantes seraient impaires, donc u et v sont reliés par un chemin. Par conséquent, la solution proposée est bien optimale.

### Cas général
Dans le cas général, il y a toujours un nombre pair de sommets de degré impair. La solution optimale peut être obtenue par l'algorithme suivant :
- Former un nouveau graphe G’, constitué uniquement des sommets de degré impair dans le graphe initial G.
- Entre deux sommets de G’, ajouter une arête dont la longueur est celle du plus court chemin entre les deux sommets dans G.
- Trouver un couplage parfait de poids minimum dans G’, ce qu'on peut calculer avec un algorithme de complexité {\displaystyle O(n^{3})}
- Pour chaque paire de sommets u et v couplés dans G’, ajouter au graphe initial G les arêtes du plus court chemin de u à v.